# قائد طاهر (غودرزي)
قائد طاهر (بالفارسية: قائدطاهر) هي قرية تقع في إيران في قسم غودرزي الريفي. يقدر عدد سكانها بـ 1,945 نسمة .